# Campionat del món de ciclocròs masculí
El Campionat del món de ciclocròs masculí és una de les curses ciclistes que formen part dels Campionats del món de ciclocròs. La cursa és organitzada per la Unió Ciclista Internacional i es disputa anualment a un país diferent al final de la temporada de ciclocròs, a la darreria de gener. La primera edició data del 1950. El guanyador de la prova obté el mallot irisat que ostenta durant l'any següent al campionat en totes les competicions en què pren part.

## Palmarès
| Any  | Or                         | Plata                        | Bronze                       |
| 1950 | Jean Robic (FRA)           | Roger Rondeaux (FRA)         | Pierre Jodet (FRA)           |
| 1951 | Roger Rondeaux (FRA)       | André Dufraisse (FRA)        | Pierre Jodet (FRA)           |
| 1952 | Roger Rondeaux (FRA)       | André Dufraisse (FRA)        | Albert Meier (SUI)           |
| 1953 | Roger Rondeaux (FRA)       | Gilbert Bauvin (FRA)         | André Dufraisse (FRA)        |
| 1954 | André Dufraisse (FRA)      | Pierre Jodet (FRA)           | Hans Bieri (SUI)             |
| 1955 | André Dufraisse (FRA)      | Hans Bieri (SUI)             | Amerigo Severini (ITA)       |
| 1956 | André Dufraisse (FRA)      | Georges Meunier (FRA)        | Emile Plattner (SUI)         |
| 1957 | André Dufraisse (FRA)      | Firmin Van Kerrebroek (BEL)  | Georges Meunier (FRA)        |
| 1958 | André Dufraisse (FRA)      | Amerigo Severini (ITA)       | Rolf Wolfshohl (GER)         |
| 1959 | Renato Longo (ITA)         | Rolf Wolfshohl (GER)         | Amerigo Severini (ITA)       |
| 1960 | Rolf Wolfshohl (GER)       | Arnold Hungerbuhler (SUI)    | Robert Aubry (FRA)           |
| 1961 | Rolf Wolfshohl (GER)       | Renato Longo (ITA)           | André Dufraisse (FRA)        |
| 1962 | Renato Longo (ITA)         | Maurice Gandolfo (FRA)       | André Dufraisse (FRA)        |
| 1963 | Rolf Wolfshohl (GER)       | Renato Longo (ITA)           | André Dufraisse (FRA)        |
| 1964 | Renato Longo (ITA)         | Roger De Clercq (BEL)        | Joseph Mahé (FRA)            |
| 1965 | Renato Longo (ITA)         | Rolf Wolfshohl (GER)         | Amerigo Severini (ITA)       |
| 1966 | Eric De Vlaeminck (BEL)    | Hermann Gretener (SUI)       | Rolf Wolfshohl (GER)         |
| 1967 | Renato Longo (ITA)         | Rolf Wolfshohl (GER)         | Hermann Gretener (SUI)       |
| 1968 | Eric De Vlaeminck (BEL)    | Hermann Gretener (SUI)       | Michel Pelchat (FRA)         |
| 1969 | Eric De Vlaeminck (BEL)    | Rolf Wolfshohl (GER)         | Renato Longo (ITA)           |
| 1970 | Eric De Vlaeminck (BEL)    | Albert Van Damme (BEL)       | Rolf Wolfshohl (GER)         |
| 1971 | Eric De Vlaeminck (BEL)    | Albert Van Damme (BEL)       | René De Clercq (BEL)         |
| 1972 | Eric De Vlaeminck (BEL)    | Rolf Wolfshohl (GER)         | Hermann Gretener (SUI)       |
| 1973 | Eric De Vlaeminck (BEL)    | André Wilhelm (FRA)          | Rolf Wolfshohl (GER)         |
| 1974 | Albert Van Damme (BEL)     | Roger De Vlaeminck (BEL)     | Peter Frischknecht (SUI)     |
| 1975 | Roger De Vlaeminck (BEL)   | Albert Zweifel (SUI)         | Peter Frischknecht (SUI)     |
| 1976 | Albert Zweifel (SUI)       | Peter Frischknecht (SUI)     | André Wilhelm (FRA)          |
| 1977 | Albert Zweifel (SUI)       | Peter Frischknecht (SUI)     | Eric De Vlaeminck (BEL)      |
| 1978 | Albert Zweifel (SUI)       | Peter Frischknecht (SUI)     | Klaus-Peter Thaler (GER)     |
| 1979 | Albert Zweifel (SUI)       | Gilles Blaser (SUI)          | Robert Vermeire (BEL)        |
| 1980 | Roland Liboton (BEL)       | Klaus-Peter Thaler (GER)     | Hennie Stamsnijder (NED)     |
| 1981 | Hennie Stamsnijder (NED)   | Roland Liboton (BEL)         | Albert Zweifel (SUI)         |
| 1982 | Roland Liboton (BEL)       | Albert Zweifel (SUI)         | Hennie Stamsnijder (NED)     |
| 1983 | Roland Liboton (BEL)       | Albert Zweifel (SUI)         | Klaus-Peter Thaler (GER)     |
| 1984 | Roland Liboton (BEL)       | Hennie Stamsnijder (NED)     | Albert Zweifel (SUI)         |
| 1985 | Klaus-Peter Thaler (GER)   | Adri van der Poel (NED)      | Claude Michely (LUX)         |
| 1986 | Albert Zweifel (SUI)       | Pascal Richard (SUI)         | Hennie Stamsnijder (NED)     |
| 1987 | Klaus-Peter Thaler (GER)   | Danny De Bie (BEL)           | Christophe Lavainne (FRA)    |
| 1988 | Pascal Richard (SUI)       | Adri van der Poel (NED)      | Beat Breu (SUI)              |
| 1989 | Danny De Bie (BEL)         | Adri van der Poel (NED)      | Christophe Lavainne (FRA)    |
| 1990 | Henk Baars (NED)           | Adri van der Poel (NED)      | Bruno Lebras (FRA)           |
| 1991 | Radomir Simunek (TCH)      | Adri van der Poel (NED)      | Bruno Lebras (FRA)           |
| 1992 | Mike Kluge (GER)           | Karel Camrda (TCH)           | Adri van der Poel (NED)      |
| 1993 | Dominique Arnould (FRA)    | Mike Kluge (GER)             | Wim de Vos (NED)             |
| 1994 | Paul Herygers (BEL)        | Richard Groenendaal (NED)    | Erwin Vervecken (BEL)        |
| 1995 | Dieter Runkel (SUI)        | Richard Groenendaal (NED)    | Beat Wabel (SUI)             |
| 1996 | Adri van der Poel (NED)    | Daniele Pontoni (ITA)        | Luca Bramati (ITA)           |
| 1997 | Daniele Pontoni (ITA)      | Thomas Frischknecht (SUI)    | Luca Bramati (ITA)           |
| 1998 | Mario De Clercq (BEL)      | Erwin Vervecken (BEL)        | Henrik Djernis (DEN)         |
| 1999 | Mario De Clercq (BEL)      | Erwin Vervecken (BEL)        | Adri van der Poel (NED)      |
| 2000 | Richard Groenendaal (NED)  | Mario De Clercq (BEL)        | Sven Nys (BEL)               |
| 2001 | Erwin Vervecken (BEL)      | Petr Dlask (CZE)             | Mario De Clercq (BEL)        |
| 2002 | Mario De Clercq (BEL)      | Tom Vannoppen (BEL)          | Sven Nys (BEL)               |
| 2003 | Bart Wellens (BEL)         | Mario De Clercq (BEL)        | Erwin Vervecken (BEL)        |
| 2004 | Bart Wellens (BEL)         | Mario De Clercq (BEL)        | Sven Vanthourenhout (BEL)    |
| 2005 | Sven Nys (BEL)             | Erwin Vervecken (BEL)        | Sven Vanthourenhout (BEL)    |
| 2006 | Erwin Vervecken (BEL)      | Bart Wellens (BEL)           | Francis Mourey (FRA)         |
| 2007 | Erwin Vervecken (BEL)      | Jonathan Page (USA)          | Enrico Franzoi (ITA)         |
| 2008 | Lars Boom (NED)            | Zdeněk Štybar (CZE)          | Sven Nys (BEL)               |
| 2009 | Niels Albert (BEL)         | Zdeněk Štybar (CZE)          | Sven Nys (BEL)               |
| 2010 | Zdeněk Štybar (CZE)        | Klaas Vantornout (BEL)       | Sven Nys (BEL)               |
| 2011 | Zdeněk Štybar (CZE)        | Sven Nys (BEL)               | Kevin Pauwels (BEL)          |
| 2012 | Niels Albert (BEL)         | Rob Peeters (BEL)            | Kevin Pauwels (BEL)          |
| 2013 | Sven Nys (BEL)             | Klaas Vantornout (BEL)       | Lars van der Haar (NED)      |
| 2014 | Zdeněk Štybar (CZE)        | Sven Nys (BEL)               | Kevin Pauwels (BEL)          |
| 2015 | Mathieu van der Poel (NED) | Wout Van Aert (BEL)          | Lars van der Haar (NED)      |
| 2016 | Wout Van Aert (BEL)        | Lars van der Haar (NED)      | Kevin Pauwels (BEL)          |
| 2017 | Wout Van Aert (BEL)        | Mathieu van der Poel (NED)   | Kevin Pauwels (BEL)          |
| 2018 | Wout Van Aert (BEL)        | Michael Vanthourenhout (BEL) | Mathieu van der Poel (NED)   |
| 2019 | Mathieu van der Poel (NED) | Wout Van Aert (BEL)          | Toon Aerts (BEL)             |
| 2020 | Mathieu van der Poel (NED) | Tom Pidcock (GBR)            | Toon Aerts (BEL)             |
| 2021 | Mathieu van der Poel (NED) | Wout Van Aert (BEL)          | Toon Aerts (BEL)             |
| 2022 | Tom Pidcock (GBR)          | Lars van der Haar (NED)      | Eli Iserbyt (BEL)            |
| 2023 | Mathieu van der Poel (NED) | Wout Van Aert (BEL)          | Eli Iserbyt (BEL)            |
| 2024 | Mathieu van der Poel (NED) | Joris Nieuwenhuis (NED)      | Michael Vanthourenhout (BEL) |
| 2025 | Mathieu van der Poel (NED) | Wout Van Aert (BEL)          | Thibau Nys (BEL)             |

## Medaller

### Medaller per país
| Posició | País          | Or | Plata | Bronze | Total |
| 1       | Bèlgica       | 30 | 26    | 25     | 81    |
| 2       | Països Baixos | 12 | 12    | 9      | 33    |
| 3       | França        | 10 | 8     | 16     | 34    |
| 4       | Suïssa        | 7  | 13    | 11     | 31    |
| 5       | Alemanya      | 6  | 7     | 6      | 19    |
| 6       | Itàlia        | 6  | 4     | 7      | 17    |
| 7       | Txèquia       | 4  | 4     | 0      | 8     |
| 8       | Regne Unit    | 1  | 1     | 0      | 2     |
| 9       | Estats Units  | 0  | 1     | 0      | 1     |
| 10      | Dinamarca     | 0  | 0     | 1      | 1     |
| 10      | Luxemburg     | 0  | 0     | 1      | 1     |

### Medaller per ciclista
| Posició | País                       | Or | Plata | Bronze | Total |
| 1       | Mathieu van der Poel (NED) | 7  | 1     | 1      | 9     |
| 2       | Eric De Vlaeminck (BEL)    | 7  | 0     | 1      | 8     |
| 3       | Albert Zweifel (SUI)       | 5  | 3     | 2      | 10    |
| 4       | André Dufraisse (FRA)      | 5  | 2     | 4      | 11    |
| 5       | Renato Longo (ITA)         | 5  | 2     | 1      | 8     |
| 6       | Roland Liboton (BEL)       | 4  | 1     | 0      | 5     |
| 7       | Rolf Wolfshohl (GER)       | 3  | 5     | 4      | 12    |
| 8       | Wout Van Aert (BEL)        | 3  | 4     | 0      | 7     |
| 9       | Erwin Vervecken (BEL)      | 3  | 3     | 2      | 8     |
| 10      | Mario De Clercq (BEL)      | 3  | 3     | 1      | 7     |
| 11      | Zdeněk Štybar (CZE)        | 3  | 2     | 0      | 5     |
| 12      | Roger Rondeaux (FRA)       | 3  | 1     | 0      | 4     |